# 渡辺省吾 (野球)
渡辺 省吾（わたなべ　しょうご、1953年11月14日 - ）は、兵庫県出身の元プロ野球選手（捕手）。

## 来歴・人物
三田学園高時では、淡口憲治、羽田耕一とともに第42回選抜高等学校野球大会に出場している。
高校卒業後に、入団テストを受け1972年にドラフト外で大洋ホエールズへ入団。
1974年、一軍公式戦に出場がないまま現役を引退。

## 詳細情報

### 年度別打撃成績
- 一軍公式戦出場なし

### 背番号
- 37 （1973年 - 1974年）